# 纳粹女魔头之病房狂魔
《纳粹女魔头之病房狂魔》（英語：Ilsa, the Wicked Warden，原名德语）是一部1977年的性剥削電影，由傑斯·佛朗哥執導，迪婭尼·索恩主演。這部電影被認為是《纳粹女魔头》系列的第三部作品，虽然由迪婭尼·索恩主演，但原本並不打算归于这一系列。影片围绕一家收容年轻女子的精神病院院长格蕾塔，以及一個装病的女孩展开，讲述女孩調查被关在醫院的姊妹發生了什麼事的故事。
《纳粹女魔头之病房狂魔》包含生動的暴力場面，作家瑞克·梅耶斯評論說，這些場面比其前作的描绘更“病態”。梅耶斯還認為，這部電影是與佛朗哥的《女囚犯血淚史》同時拍攝的，因为兩部電影的演員和故事背景相同。

## 剧情
格蕾塔（迪婭尼·索恩饰）在一家收容年轻女子的精神病院擔任院长。她不知道的是，她的病人阿比實際上是另一个病人羅莎的妹妹。阿比装病是為了讓自己关进来，這樣她就可以查明姐姐的下落，並希望能拯救她。然而，她並不知道格蕾塔利用醫院的病人製作色情作品，而且往往是未征求病人意願的。阿比發現自己任憑格蕾塔的情人胡安纳（蓮娜·蘿薇饰）擺佈。胡安娜是醫院幾名病人的領袖。胡安娜努力讓阿比回應她的示好，但在她拒絕後，她開始剝削她。